# Campo di concentramento di Falstad

Foto aerea del campo di concentramento di Falstad scattata nel maggio 1945.

Il campo di concentramento di Falstad (in norvegese: Falstad fangeleir, in tedesco: SS-Strafgefangenenlager Falstad) fu situato nel villaggio di Ekne, in quello che fu il comune di Skogn, l'attuale Levanger nella contea di Trøndelag, in Norvegia. Fu gestito dalla Sicherheitspolizei tedesca (Sipo) e dal Sicherheitsdienst (SD), fu usato principalmente per i prigionieri politici catturati dai nazisti.

## Il collegio di Falstad

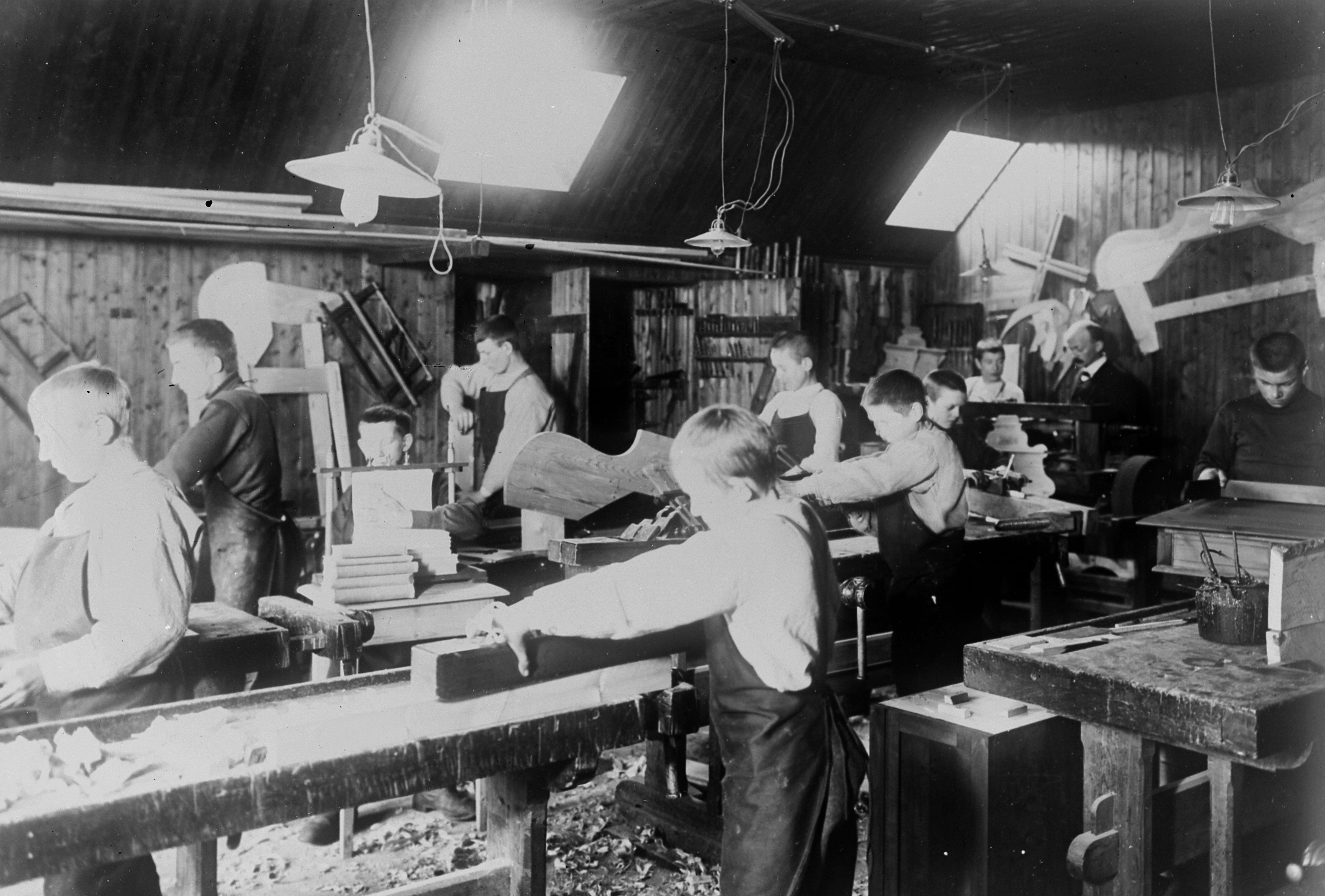
Corso di falegnameria a Falstad

Il collegio per ragazzi fu fondato nell'ambito del movimento di riforma del sistema penale in Europa e più in particolare in Norvegia. Il direttore della prigione Anders Daae prese l'iniziativa di fondare un'istituzione privata a Trøndelag, sul modello di altre strutture simili già diffuse in Europa. Raccolse i fondi principalmente attraverso la cooperativa di liquori di Trondheim, la Trondhjems Brændevinssamlag, e la Cassa di risparmio di Trondheim, la Trondhjems Sparebank; nel 1895 acquisì la fattoria nota come Nedre Falstad per 80.000 kr, insieme agli edifici della fattoria: lo scopo della struttura fu di soddisfare i bisogni dei cosiddetti "fuorviati" (in norvegese: vanartede) e della gioventù criminale attraverso l'uso dell'istruzione, del lavoro e dello "spirito cristiano".
L'edificio principale andò a fuoco nello stesso anno di fondazione, furono ricostruiti dei nuovi edifici e nel 1910 il governo norvegese rilevò la scuola. Nel 1921 ci fu un altro incendio e le nuove strutture in mattoni furono basate sui progetti carcerari più moderni, con un cortile al centro di un edificio rettangolare.

## Utilizzo come campo di prigionia

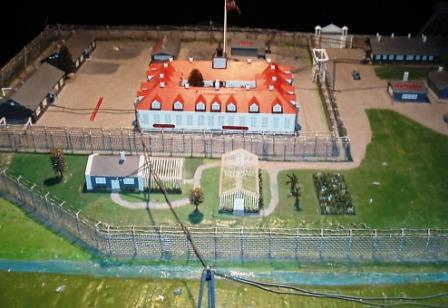
Modello in scala del campo di Falstad

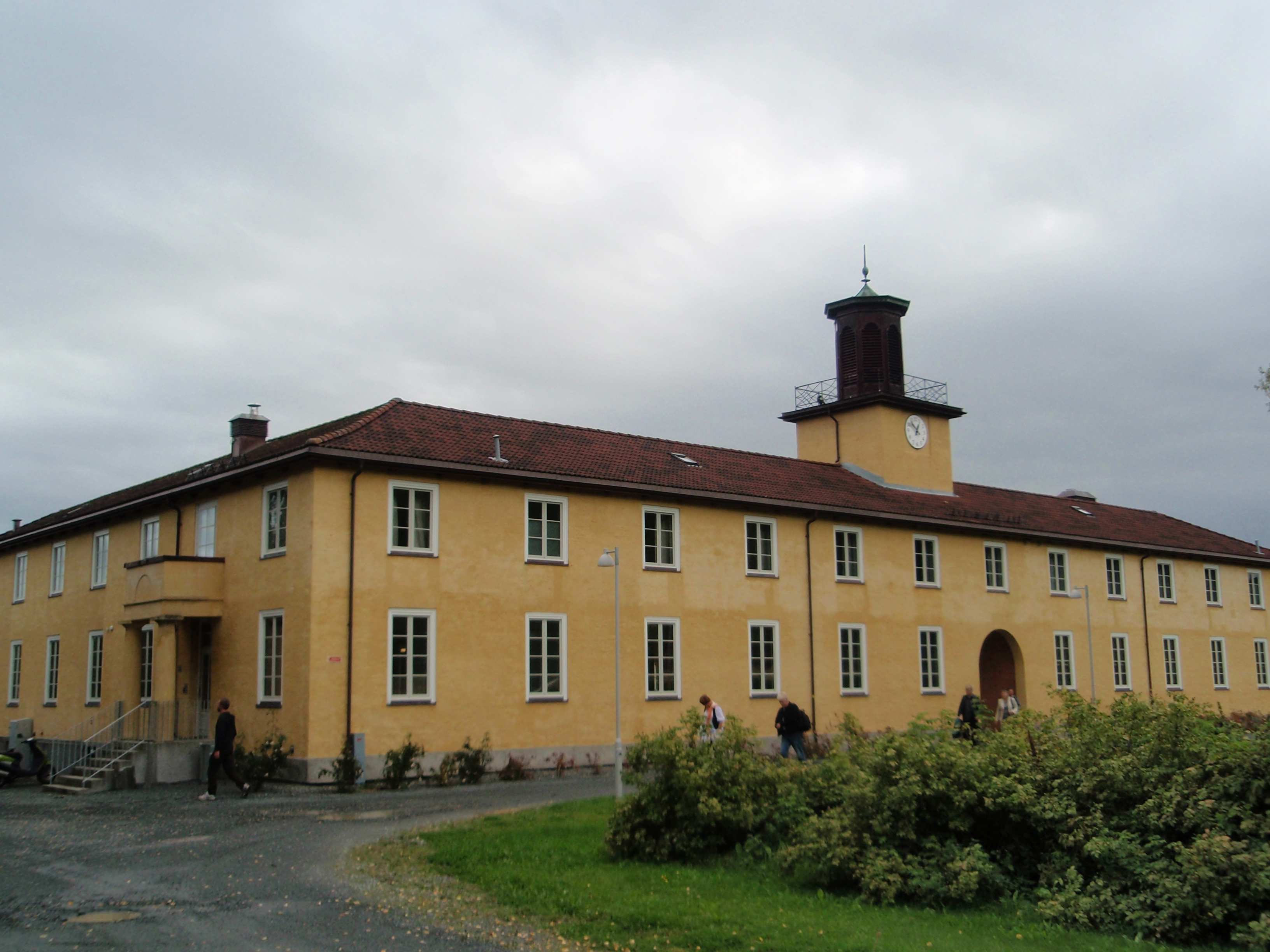
L'edificio principale del complesso di Falstad

Le autorità naziste tedesche visitarono per la prima volta Falstad nell'agosto 1941 con la speranza di farne un centro per il progetto Lebensborn in Norvegia, ma fu ritenuto inadatto allo scopo. Decisero comunque di utilizzarlo come campo di prigionia nel settembre 1941. Gli abitanti di Ekne furono sottoposti a severe restrizioni, i primi prigionieri furono circa 170 danesi che si offrirono prima volontari e poi si rifiutarono di far parte dell'Organizzazione Todt. I detenuti danesi trascorsero tre mesi nel campo, sfruttando questo periodo di tempo per iniziare la costruzione del recinto di filo spinato e delle torri di avvistamento.
All'interno della struttura di comando delle autorità tedesche in Norvegia, Falstad passò sotto l'autorità civile del Reichskommissar Josef Terboven, attraverso Wilhelm Rediess, responsabile della polizia tedesca comprese le SS e la Gestapo, e Heinrich Fehlis, Befehlshaber der Sicherheitspolizei und des Sicherheitsdienst (BdS). Falstad fu incluso nella quinta sezione, la Kriminalpolizei. A tutti gli effetti, Falstad divenne la prigione personale di Gerhard Flesch, leader dell'Einsatzkommando V, con il titolo di KdS Drontheim.
Il numero di detenuti nel campo crebbe costantemente e furono costruiti nuovi edifici. Le baracche della prigione furono costruite a sud-est dell'edificio principale, gli edifici di servizio furono costruiti lungo il perimetro e gli alloggi del comandante furono eretti sull'altra sponda del fiume. In tutto, i terreni furono sorvegliati con tre torri di guardia.
Le autorità del campo bruciarono tutti i documenti che poterono prima della liberazione del 1945, ma si stima che almeno 4.500 prigionieri siano passati da Falstad. Tra questi detenuti ci furono i cittadini di almeno 13 paesi diversi. Sebbene il campo fosse destinato ai prigionieri politici, vi furono trattenute diverse migliaia di prigionieri di guerra, di cui la maggior parte furono portati in altri campi in Germania o in Polonia, o nel campo di concentramento di Grini.
Il campo divenne famoso anche per il suo uso come campo di transito per la deportazione degli ebrei norvegesi verso Auschwitz. Quarantasette uomini ebrei furono imprigionati a Falstad: uno di loro, Ephraim Wolff Koritzinsky, morì di cancro nell'ospedale di Levanger il 15 maggio 1942, mentre almeno altri otto furono assassinati nel campo.
La caratteristica principale del campo fu il lavoro forzato, duro e in gran parte insignificante. Gli abusi furono all'ordine del giorno, in particolare sotto l'amministrazione dell'SS-Hauptscharführer Gogol e Edward F. Lambrecht, una guardia carceraria nota tra i prigionieri come Gråbein, un appellativo usato in riferimento ai lupi.

## Le esecuzioni
I comandanti del campo utilizzarono la vicina foresta (Falstadskogen) come luogo per le esecuzioni dei prigionieri di guerra e anche in seguito ai processi farsa dei prigionieri politici ed ebrei. Le prime esecuzioni ebbero luogo il 7 marzo 1942, quando furono fucilati Olav Sverre Benjaminsen, Abel Lazar Bernstein, David Isaksen, Wulf Isaksen e David Wolfsohn: furono tutti ebrei tranne Benjaminsen. Nel giugno 1942, Ljuban Vukovic, un prigioniero di guerra jugoslavo, fu il primo scavatore di tombe nella foresta. Sopravvisse e divenne un testimone importante nei processi del dopoguerra.
Il 6 ottobre 1942, le autorità naziste imposero la legge marziale in Norvegia e almeno 170 prigionieri non norvegesi e 34 prigionieri politici norvegesi furono uccisi nella foresta a sud di Falstad, tra questi anche l'ebreo Hirsch Komissar. Il 13 novembre 1942, furono uccisi gli ebrei Moritz Abrahamsen, Kalman Glick e Herman Schidorsky. Il 16 febbraio 1943 fu giustiziato anche Toralf Berg, un combattente della resistenza. Durante l'estate del 1943, un cambio nel comando del campo portò ad avere delle condizioni di vita migliori per i prigionieri rimasti. In questo modo più di 150 prigionieri di guerra senza nome furono uccisi nella foresta, oltre 100 prigionieri sovietici e 74 partigiani jugoslavi. Tra il 4 e il 5 maggio 1945, le autorità del campo cercarono di riesumare e nascondere i corpi delle loro vittime, affondandone circa 25 nel fiordo vicino al campo.
Gli sforzi per trovare, riesumare, identificare e seppellire le vittime sono ancora in corso, la stima iniziale di 200 morti è da considerarsi minima.

## Comandanti e funzionari
Ci furono sei comandanti del campo a Falstad durante la guerra: Paul Schöning, Paul Gogol, Scharschmidt, Werner Jeck, Georg Bauer e Karl Denk. Nessuno di questi fu perseguito per crimini di guerra in Norvegia, anche se Denk potrebbe essere stato processato in Germania per accuse non correlate.
- Gerhard Flesch, Kommandeur der Sicherheitspolizei und des SD Trondheim dal 1941 al 1945, fu condannato a morte durante l'epurazione legale in Norvegia dopo la seconda guerra mondiale.
- Walter Hollack, ufficiale della Gestapo, "procuratore" durante i processi nel 1942, fu condannato ai lavori forzati a vita, fu graziato nel 1953 ed espulso il 22 giugno dello stesso anno.
- Hans Roth, caposezione e per un breve periodo ufficiale, noto per la sua propensione a picchiare i prigionieri, fu condannato a 15 anni di lavori forzati, fu graziato ed espulso il 16 giugno 1950.
- Oscar Hans, leader del Sonderkommando e comandante dei plotoni di esecuzione, fu condannato a morte, pena poi commutata dalla corte suprema norvegese. Fu deportato in Germania il 10 dicembre 1947.
- Josef Schlossmacher, funzionario della Gestapo a Trondheim, fu incriminato per il coinvolgimento nelle esecuzioni a Falstad, ma le accuse contro di lui furono ritirate.
- Julius Nielson, un funzionario della Gestapo che svolse un ruolo attivo nella cattura e nell'invio di prigionieri a Falstad, fu condannato a morte e giustiziato a Trondheim il 10 luglio 1948.

## Dopo la guerra

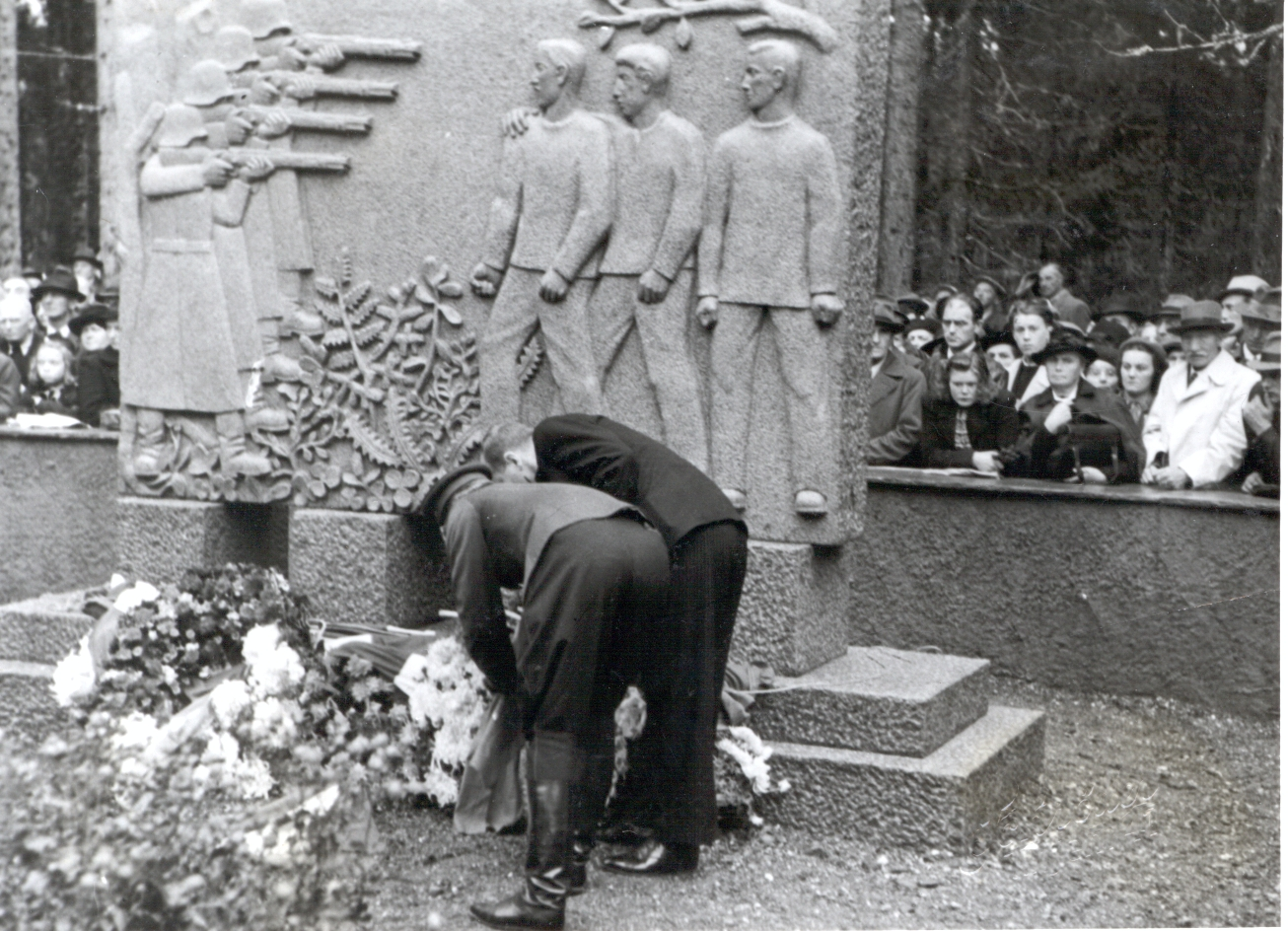
Cerimonia di consacrazione del memoriale, 12 ottobre 1947

Dopo la guerra il campo fu utilizzato per i prigionieri nazisti, sotto il nome di campo di lavoro forzato di Innherrad. Tra il 1951 e il 1992, il campo tornò alla funzione originaria di scuola, questa volta per disabili mentali. Durante questo periodo subì una serie di cambi di nome.
Nel 1947, il principe ereditario norvegese Olav V di Norvegia inaugurò un monumento, che riveste un ruolo centrale nelle cerimonie commemorative e negli anniversari. Nell'agosto 2000, fu istituito lo Stiftelsen Falstadsenteret, museo e centro nazionale per la documentazione.

### Approfondimenti
- The Falstad Memorial and Human Rights Center, su falstadsenteret.no (archiviato dall'url originale il 14 gennaio 2011).
- (NO) Jon Reitan, SS Strafgefangenenlager Falstad 1941-45, su kildenett.no, Kildenett, 2007. URL consultato il 21 agosto 2008 (archiviato dall'url originale il 12 febbraio 2010).
- (NO) List of Jewish prisoners in 1942 (JPG), su kildenett.no, Kildenett, 2007. URL consultato il 21 agosto 2008 (archiviato dall'url originale il 3 ottobre 2011).
- (NO) Erik Lykke, 43 nordmenn henrettet i Falstadskogen, Trondheim, Bruns forlag, 1995, ISBN 82-7028-497-1.
- (NO) Thoralf Berg, Henry Gleditsch : skuespiller, teatergründer, motstandsmann, Trondheim, Communicatio Forlag, 2007, ISBN 978-82-92400-33-3.
- (NO, EN) Jon Reitan (a cura di), Face to Face, Levanger, Falstad Memorial and Human Rights Centre, 2007, ISBN 978-82-92383-04-9.
- (EN, DE) Wilfried Wiedemann, Landschaft und Gedächtnis. Bergen-Belsen, Esterwegen, Falstad, Majdanek, a cura di Joachim Wolschke-Bulmahn, München, 2011, ISBN 978-3-89975-268-7.